# Geoid

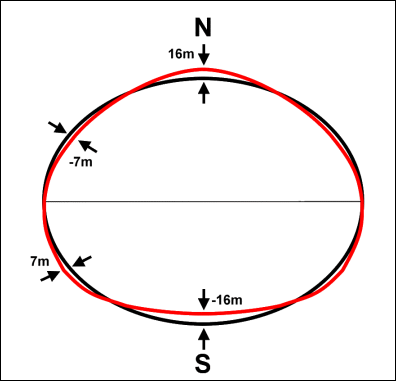
Geoidens (röd) avvikelse från en ellipsoid (medelvärde över rotation kring axeln).

En geoid (av grekiska: geo, jord och eides, liknande) är en yta som ungefär sammanfaller med havsytans genomsnittliga nivå. Den sägs ofta vara en nära återgivning eller fysisk modell av jordens äkta form och enligt Carl Friedrich Gauss är geoiden en "matematisk bild av jorden" eller, egentligen, av dess gravitationsfält. Geodeter kan beräkna höjden hos punkter på kontinenterna ovanför denna tänkta men fysiskt definierade yta genom en teknik som kallas avvägning.

## Geoidens yta
Geoiden är en så kallad ekvipotentialyta. En konsekvens av detta är att tyngdkraften är vinkelrät mot geoiden i varje punkt. Detta gör att havsytan skulle anta en form som sammanfaller med geoiden om havsytan inte hade påverkats av havens variation i temperatur, salthalt med mera.
Geoidens yta är mer oregelbunden än den rotationsellipsoid som ofta används för att ungefärligen beskriva den fysiska jordens form, men betydligt jämnare än jordens fysiska yta. Medan den senare har toppar på över 8 000 meter (Mount Everest) och dalar på under 11 000 meter (Marianergraven) varierar geoiden enbart med omkring ±100 m från en noggrant fastställd rotationsellipsoid.

## Skillnaderna mellan rotationsellipsoiden, geoiden och kvasigeoiden

### Rotationsellipsoiden och geoiden
Orsaken till skillnaden mellan formen hos geoiden och ellipsoiden är att den senare är en teoretisk kropp med samma massa som jorden, men att den till skillnad från geoiden har en helt homogen densitet och är opåverkad av yttre krafter. Geoidens oregelbundna yta däremot är påverkad av skillnader i densitet, där de områden som har högre densitet genom gravitation drar till sig områdena med lägre densitet. Utöver det påverkas geoidens form även av tidvatten- och tidjordkrafter med mera.
Till sjöss kan inte undulationerna, geoidens avvikelser från rotationsellipsoiden, iakttas - en lokal vertikal är alltid rätvinklig och en lokal horisont är alltid tangentiell mot den. En GPS-mottagare ombord skulle dock kunna visa höjdvariationerna relativt mot den matematiskt definierade referensellipsoid vars centrum sammanfaller med jordens masscentrum, och också utgör origo i de koordinatsystem som används inom GPS-systemet.

### Geoiden och kvasigeoiden
En geoid uttrycks som avvikelse (geoidhöjd = N) från ellipsoiden. För kvasigeoiden är avvikelsen inte framtagen genom tyngdkraftsmätningar eller lodavvikelser utan är teoretisk. Kvasigeoiden är därför inte en nivåyta i egentlig mening. På samma sätt som ortometrisk höjd är definierad som avståndet längs lodlinjen till geoiden så kallas motsvarande avstånd till kvasigeoiden för normalhöjd.

## Harmoniska sfäravbildningar
För att approximera geoidens form är en typ av matematiska funktioner, så kallade klotytefunktioner, särskilt väl lämpade. En av de bästa av sådana modeller är för närvarande EGM96 (Earth Gravity Model 1996) som fastställdes vid ett internationellt samarbetsprojekt som leddes av NIMA. Den ger en komplett utveckling av den globala geoiden i klotytefunktioner ner till detaljer så små som 55 km.
Den matematiska beskrivningen av denna modell lyder:
{\displaystyle V={\frac {GM}{r}}\left(1+{\sum _{n=2}^{360}}\left({\frac {a}{r}}\right){\sum _{m=0}^{n}}{\overline {P}}_{nm}(\sin \phi )\left[{\overline {C}}_{nm}\cos m\lambda +{\overline {S}}_{nm}\sin m\lambda \right]\right),}
där 
- {\displaystyle \phi \ } och {\displaystyle \lambda \ } är den geocentriska (sfäriska) latituden och longituden,
- {\displaystyle {\overline {P}}_{nm}} är den fullt normaliserade Legendrefunktionen av grad {\displaystyle n\ } och ordning {\displaystyle m\ } och
- {\displaystyle {\overline {C}}_{nm}} och {\displaystyle {\overline {S}}_{nm}} är modellens koefficienter.

Den ovanstående formeln ger Jordens gravitationella potential {\displaystyle V\ } vid positionen {\displaystyle \phi ,\;\lambda ,\;r,\ } där koordinaten {\displaystyle r\ }  är den geocentriska radien, det vill säga avståndet från jordens centrum. Gradient hos denna potential ger även en modell av den gravitationella accelerationen. Man kan visa att där finns
{\displaystyle \sum _{k=2}^{n}2k+1=n(n+1)+n-3=130,317}
olika koefficienter (inklusive både {\displaystyle {\overline {C}}_{nm}} och {\displaystyle {\overline {S}}_{nm}}). För många användningsområden är den kompletta serien onödigt komplex och trunkteras efter ett fåtal (ungefär efter några dussin) termer.